# (34998) 1978 SE
1978 أس إي (ويعرف أيضًا باسم (34998) 1978 أس إي وفق تسمية الكوكب الصغير) (بالإنجليزية: 1978 SE)‏ هو كويكب ضمن حزام الكويكبات؛ وترتيبه 34998 من حيث الاكتشاف.
اكتُشف هذا الجُرم الفلكي بواسطة ريتشارد مارتن ويست في 27 سبتمبر 1978.

## وصلات خارجية
- (34998) 1978 SE في قاعدة بيانات مختبر الدفع النفاث لأجرام النظام الشمسي الصغيرة

- الاكتشاف · مخطط المدار ·  العناصر المدارية · المعلمات المادية

- (34998) 1978 SE على موقع ويكي سكاي: DSS2, SDSS, GALEX, IRAS, Hydrogen α, X-Ray, Astrophoto, Sky Map, Articles and images